# سامسونگ گلکسی زد فولد ۴
سامسونگ گلکسی زد فولد ۴ (به انگلیسی: Samsung Galaxy Z Fold 4) یک گوشی هوشمند تاشو است که توسط سامسونگ الکترونیکس طراحی، تولید و عرضه شده و عضوی از سامسونگ گلکسی سری زد به‌شمار می‌آید. این گوشی در رویداد Galaxy Unpacked اوت ۲۰۲۲ و در کنار سامسونگ گلکسی زد فلیپ ۴ رونمایی شد و قرار است در اواخر اوت یا اوایل سپتامبر راهی بازار شود. این گوشی جانشین سامسونگ گلکسی زد فولد ۳ است.

## ویژگی‌ها

### سخت‌افزار
این گوشی دارای فضای ذخیره‌سازی بین ۲۵۶ گیگابایت تا ۱ ترابایت، پردازندهٔ اسنپ‌دراگون ۸ پلاس نسل ۱ و ۱۲ گیگابایت رم است. ابعاد این گوشی در حالت باز شده ۶٫۱ در ۵٫۱ در ۰٫۶۲ اینچ است.

### نرم‌افزار
سامسونگ گلکسی زد فولد ۴ با اندروید ۱۲ال و رابط‌کاربری وان یوآی ۴٫۱ عرضه خواهد شد.

## نگارخانه

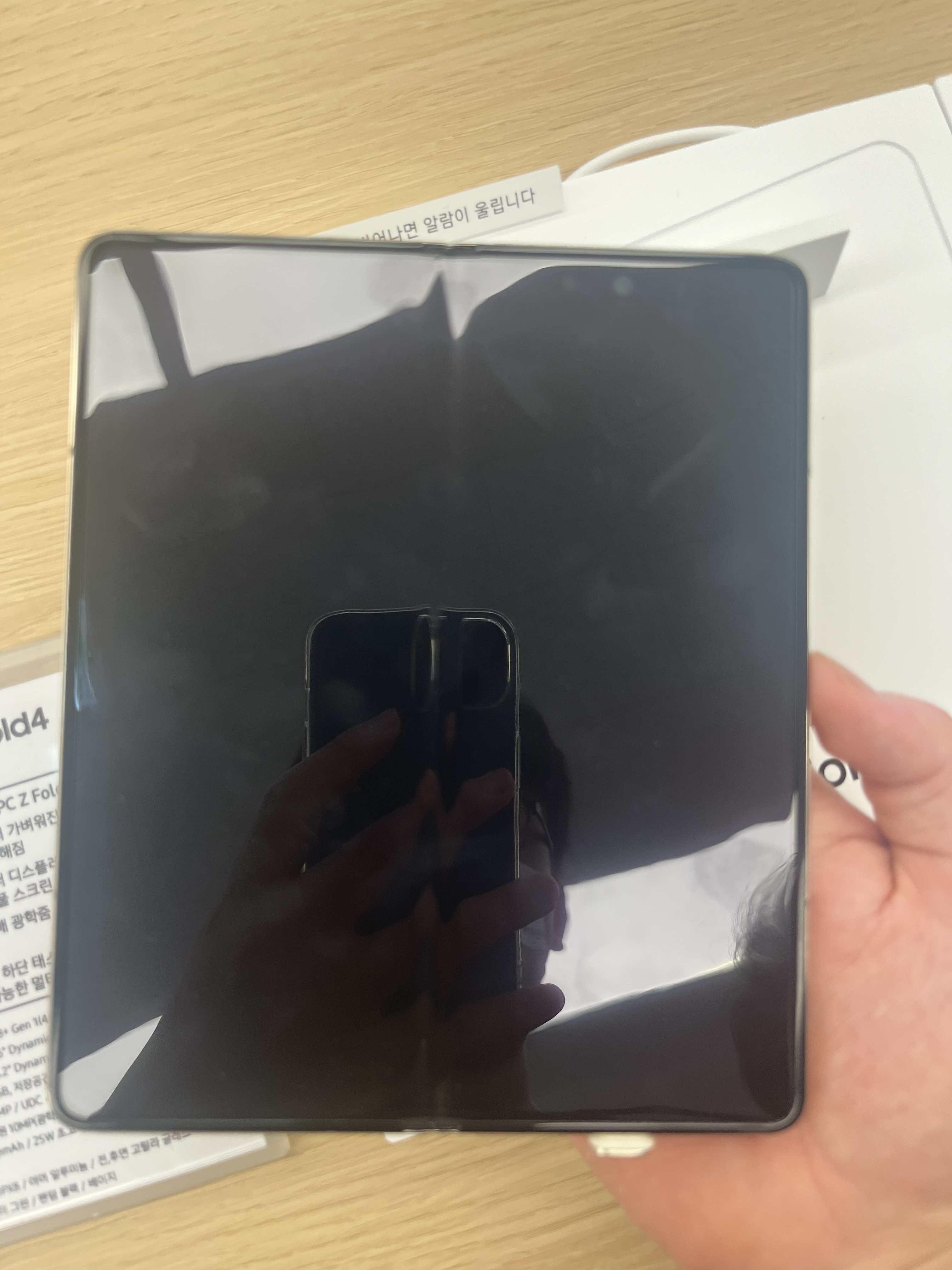
جلوی سامسونگ گلکسی زد فولد ۴
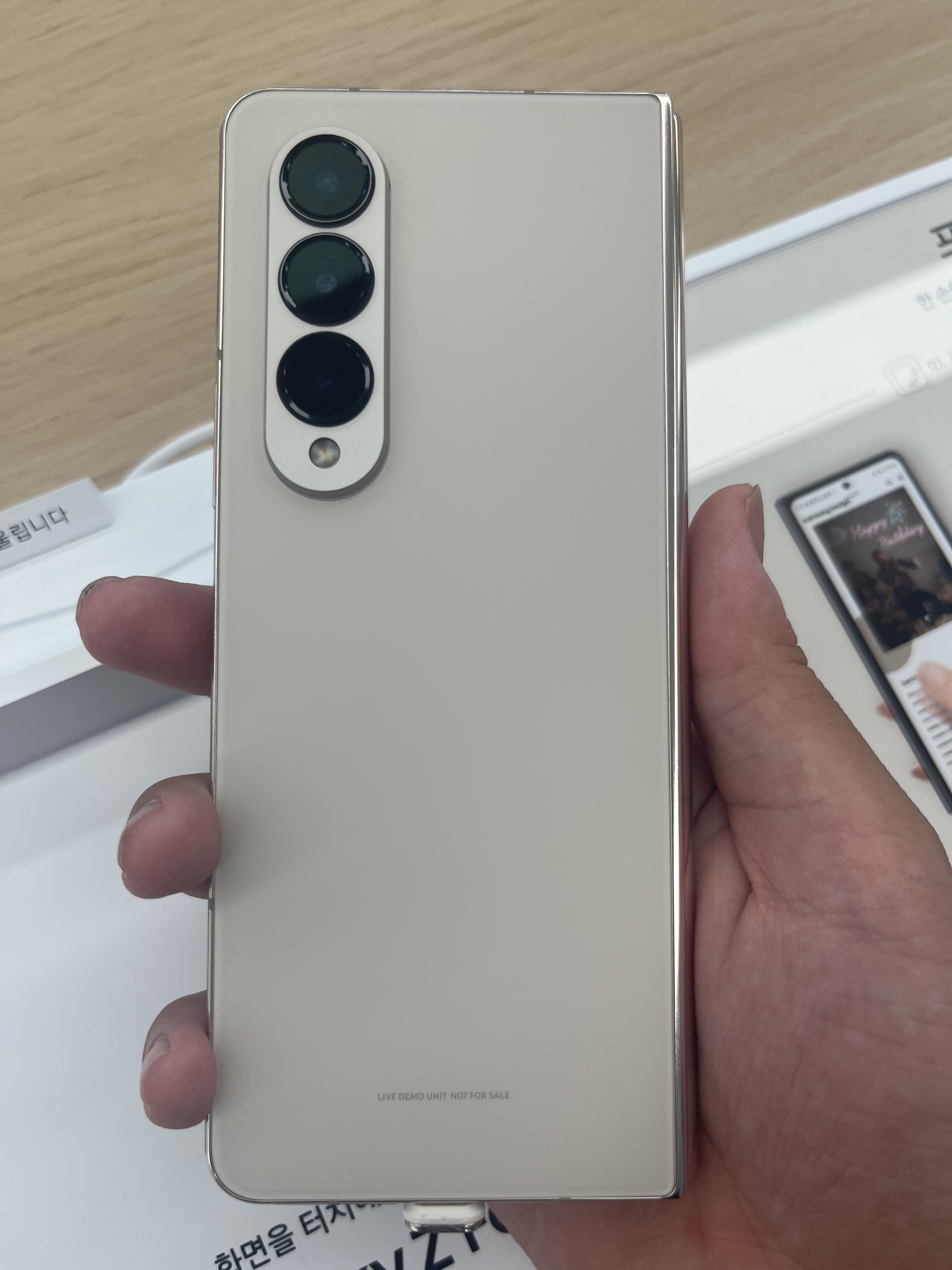
سامسونگ گلکسی زد فولد ۴